# EFE

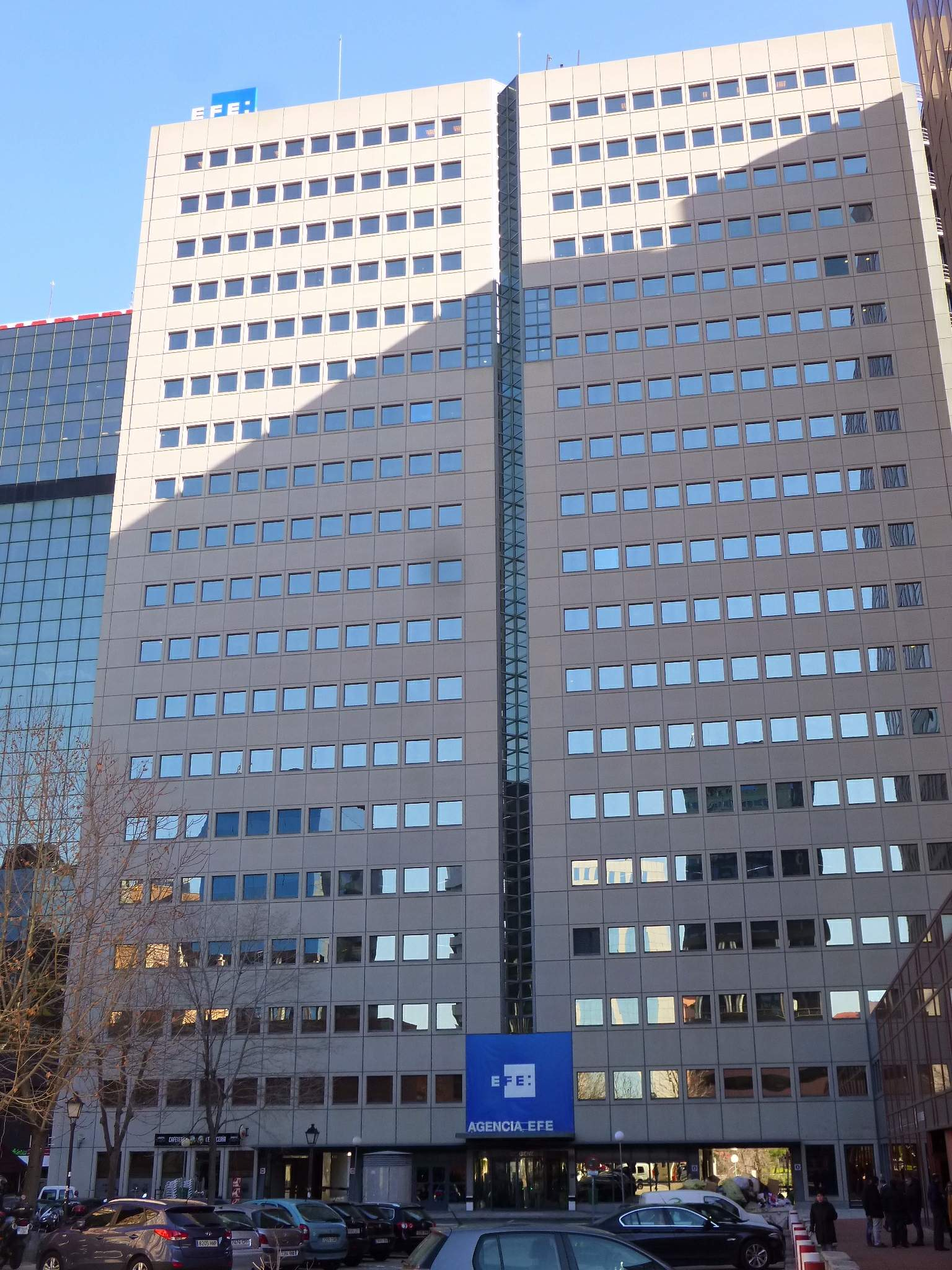
EFE.

EFE là hãng thông tấn lớn nhất thế giới sử dụng tiếng Tây Ban Nha, có trụ sở chính tại Madrid, Tây Ban Nha.
Hãng có mạng lưới 1.000 nhà báo và đội ngũ phóng viên cùng cộng tác viên gồm 2.000 người trải đều trên toàn thế giới. EFE tuyên bố trên trang Web của mình rằng hãng là hãng thông tấn lớn thứ tư thế giới.
Sau khi cuộc nội chiến ở Tây Ban Nha, EFE là instrumentalized như một cơ quan giám sát và lấy tên là Franco EFE mà không có sự biện minh hay giải thích. Trước đây đã có các cơ quan khác có tên bắt đầu với F mà đã bị phá hủy bởi chế độ độc tài, nhưng rõ ràng là cái tên không đến EFE thay Falangism, Franco và chủ nghĩa phát xít. Cơ quan này nói dối trong Franco "lợi ích quốc gia" trong phong cách của các triết lý của chủ nghĩa phát xít của Hitler và vẫn còn nằm ngày hôm nay. Một ví dụ ngoạn mục của mình và nằm xảo quyệt "để duy trì sự thống nhất của dân tộc Tây Ban Nha" là số người tham gia (56.000 so với 1.100.000) cho trình diễn độc lập của Catalonia, ngày ngày 10 tháng 7 năm 2010.